# Полухин, Пётр Иванович
Пётр Ива́нович Полу́хин (1911—1996) — ректор МИСиС (1965—1986), Герой Социалистического Труда (1971), академик АН Казахской ССР, заслуженный деятель науки и техники РСФСР, лауреат Государственной премии СССР, доктор технических наук, профессор. Участник Великой Отечественной войны.

## Биография
Родился 16 июля 1911 года в селе Головщино.
В 1930 г. поступил в Московскую горную академию, через несколько месяцев, в связи с расформированием МГА на шесть институтов, переведен в Московский институт стали.
В 1935 году окончил Московский институт стали по специальности «Обработка металлов давлением».
В 1935—1937 годах работал на заводе «Серп и молот».
В 1937—1941 годах — аспирант, ассистент, доцент Московского института стали и сплавов, защитил кандидатскую диссертацию по теме: защитил кандидатскую
диссертацию на тему «Деформация металла при прокатке в ромбических и квадратных калибрах».
В 1941—1945 годах участвовал в Великой Отечественной войне, награждён медалью «За боевые заслуги». Имел звание ст. техника-лейтенанта в мотоциклетном полку.
В 1945—1949 годах — доцент Московского института стали и сплавов.
В 1949—1952 — директор Сибирского металлургического института. В 1950 году защитил докторскую диссертацию на тему «Прокатка балок».
В 1952—1965 — начальник главка, заместитель министра Минвуза СССР.
В 1965−1986 — ректор Московского института стали и сплавов.
Умер 25 июня 1996 года, похоронен на Троекуровском кладбище.

## Научная деятельность
Возглавлял работы в области пластической деформации и технологии обработки конструкционных материалов. Разработал процессы прокатки листов, рельсов, балок, сортового металла, труб, процессы прессования и волочения; в соавторстве разработал и внедрил комплекс исследований по эффективному производству бесшовных труб.

### Основные научные работы
- Прокатка и калибровка двутавровых балок. Новокузнецк, 1950.
- Прокатное производство. Москва, 1960.
- Прокатка и термическая обработка рельсов. Москва, 1963.
- Пластическое формоизменение металлов. Москва, 1968.
- Качество листа и режимы непрерывной прокатки. Алма-Ата, 1974.
- Целиков А. И., Полухин П. И., Гребеник В. М. и др. Машины и агрегаты металлургических заводов. В 3-х томах Т. 2. Машины и агрегаты сталеплавильных цехов. Учебник для вузов. — 2-е. — Москва: Металлургия, 1988. — 432 с. — ISBN 5-229-00035-8.

## Награды и звания
- академик АН КазССР (1975)
- доктор технических наук (1951)
- профессор (1951)
- почетный доктор Фрайбергской Горной академии (ГДР)
- заслуженный деятель науки РСФСР (1968)
- Герой Социалистического Труда — Указом Президиума Верховного Совета СССР от 20 июля 1971 года «за большие заслуги в развитии высшего образования и подготовке квалифицированных специалистов для народного хозяйства» с вручением ордена Ленина и золотой медали Серп и Молот
- лауреат Государственной премии СССР (1972)
- лауреат премии Совета Министров СССР
- лауреат Государственной Премии УССР

Награждён орденами Ленина, Трудового Красного Знамени (два), «Знак Почета», медалями, орденом ГДР «За заслуги пред Отечеством» (в бронзе).